# Nora Heysen
Nora Heysen (ur. 11 stycznia 1911 w Hahndorf, zm. 30 grudnia 2003 w Sydney) – australijska malarka.

## Życiorys
Urodziła się 11 stycznia 1911 w Hahndorf jako czwarte dziecko Hansa Heysena oraz jego żony Selmy (z domu Bartels). Od 1926 do 1930 kształciła się w szkole sztuk pięknych w Adelaide, rozwijając swoje pasje artystyczne pod kierunkiem F. Millwarda Greya i sprzedając swoje obrazy Galerii Sztuki Nowej Południowej Walii oraz Galerii Sztuki Australii Południowej. W latach 1930–1933 kontynuowała naukę dwa dni w tygodniu, a przez resztę czasu pracowała w swoim własnym studio. W 1931 roku przez dwa tygodnie pobierała nauki w szkole artystycznej Juliana Ashtona w Sydney.
Jej pierwsza indywidualna wystawa odbyła się w 1933. Rok później przeniosła się z rodziną do Londynu, gdzie studiowała i malowała do 1937. Po powrocie do Australii wróciła na krótko do Adelaide, a następnie przeniosła się do Sydney.
W 1938 jako propozycje do nagrody Archibalda zostały zgłoszone jej dwa portrety, z których to jeden (portret Madame Elink Schuurman) otrzymał główną nagrodę, czyniąc malarkę pierwszą kobietą uhonorowaną tym prestiżowym wyróżnieniem. Jej zwycięstwo zostało skrytykowane przez malarza Maxa Meldruma. 
4 lutego 1939 ukazał się artykuł w czasopiśmie The Australian Women’s Weekly zatytułowany „Malarka, która wygrała nagrodę artystyczną, jest również dobrym kucharzem”, w którym wymieniono trzy ulubione przepisy kulinarne malarki oraz jej sposoby na odpowiednie rozplanowanie czasu pomiędzy obowiązki domowe a malowanie.
12 października 1943 została pierwszą kobietą mianowaną australijskim artystą wojennym w randze kapitana. W trakcie swojej służby ukończyła ponad 170 dzieł sztuki i została z niej zwolniona w 1946 w Nowej Gwinei. Podczas pobytu w Nowej Gwinei malarka poznała Roberta Blacka, którego w 1953 poślubiła. Jej małżeństwo trwało 19 lat.
W 1993 otrzymała nagrodę australijskiego rządu za osiągnięcia w dziedzinie sztuki, a 26 stycznia 1998 Order Australii.